# Шулерчи
Шулерчи — село Дахадаевского района Дагестана. Входит в Кищинское сельское поселение.

## География
Село находится на высоте 1168 м над уровнем моря. Ближайшие населённые пункты — Уркарах, Кубачи, Бакни, Хуршни, Сутбук, Харбук, Урцаки, Кища, Дибгалик, Мирзита.

## Население
| 1895 | 1926 | 1939 | 1970 | 1989 | 2002 | 2010 |
| ---- | ---- | ---- | ---- | ---- | ---- | ---- |
| 111  | ↗154 | ↗176 | ↘120 | ↘64  | ↘43  | ↘0   |
| 2021 |      |      |      |      |      |      |
| →0   |      |      |      |      |      |      |